# Kápálika
A kápálika (dévanágari: कापालिक) a 7-14. században virágzó saiva tantrikus szekta volt a hinduizmuson belül. Nevük a kapála szóból származik, amely koponyát jelent, míg a kápálika koponya-embert, koponyahordozót. 
Szómasziddhánta néven is ismertek voltak (Szóma = Hold, azaz Siva, sziddhánta = tanítás(a)). A szómasziddhánta olyan aszkétákat jelöl, akik a végső megszabadulást a két alapelv (Szóma-Siva és Umá-Sakti) egyesítésében vélik elérhetőnek. A szómasziddhánta filozófia főbb tételeiről nem áll írott mű a rendelkezésünkre.
A kápálikák erdőkben vagy gyakran temetőben és halotthamvasztó helyek (smasána) környékén laktak, testüket az elhamvasztott testekből maradt hamuval borították, és koponyát hordtak magukkal, amelyet étkezőedényként és koldulócsészeként is használtak. A kultuszuk középpontjában Siva félelmetes alakja állt: Bhairava, Mahákála vagy Kápálabhrit (koponyahordozó). 
A kápálika életforma célja a tökéletesség és a természetfeletti erők (sziddhik) megszerzése volt. Megváltásukat a szélsőséges aszkézis által remélték. A tapasz (aszkézis, önmegtagadás) által kívántak az isteni világba jutni. Életvitelükben a hindu ortodox vallás elleni tiltakozás nyilvánult meg. Számukra nem volt jó és rossz, e fogalmak a kettősségtudattól még meg nem szabadult tudatlanok világképéhez tartoztak. 
Emberi holttestek húsát és ürüléket is fogyasztottak, holttesteken ülve meditáltak, különböző szexuális rítusokat végeztek alacsony kasztbéli nőkkel, s állatokon és embereken kívül akár önmagukat is feláldozták. A 7. századi Hszüan-cang kínai szerzetes és utazó is említette őket az emlékirataiban. A mai ÉNy-Pakisztán területéről arról írt, hogy ott meztelen buddhista aszkéták vannak, akik hamuval fedik be magukat és csontokból álló koszorút viselnek a fejükön. Mindenesetre Hszüan-cang nem használta a kápálikák nevet rájuk.
A kápálikák nem filozofáltak, nem tartottak beszédeket, hanem vándoroltak faluról falura, élelmet koldulva, miközben mások megvetését vívták ki.
Az ortodox bráhmanizmus mélyen megvetette őket, s ha egy bráhmana véletlenül látott egyet közülük, szemeit a napra emelte, hogy megtisztuljon.
A kápálikák végül beolvadtak a náthák és az aghórik közösségébe.